# Dogon Dagi (Karakara)
Dogon Dagi (auch: Dogo Dagi, Dogon Daadji, Dogondagi, Dogon Daji) ist ein Dorf in der Landgemeinde Karakara in Niger.

## Geographie
Das Dorf befindet sich rund 19 Kilometer südlich des Hauptorts Karakara der gleichnamigen Landgemeinde, die zum Departement Dioundiou in der Region Dosso gehört. Etwa sieben Kilometer südöstlich von Dogon Dagi verläuft die Staatsgrenze zu Nigeria. Zu den Siedlungen in der näheren Umgebung des Dorfs zählen Angoual Madé im Nordwesten, Léguéré im Norden und Kizamou im Nordosten.
Es herrscht das Klima der Sudanzone vor, mit einer durchschnittlichen jährlichen Niederschlagsmenge zwischen 600 und 700 mm.

## Geschichte
Das Dorf wurde im 19. Jahrhundert von Angehörigen der Hausa-Untergruppe Arawa gegründet. Ein Dorfbrunnen wurde 1990 durch ein gesamtstaatliches Programm zur Wasserversorgung im ländlichen Raum errichtet, das vom niederländischen Ministerium für Entwicklungszusammenarbeit finanziert worden war.

## Bevölkerung
Bei der Volkszählung 2012 hatte Dogon Dagi 474 Einwohner, die in 52 Haushalten lebten. Bei der Volkszählung 2001 betrug die Einwohnerzahl 747 in 91 Haushalten und bei der Volkszählung 1988 belief sich die Einwohnerzahl auf 678 in 73 Haushalten.

## Wirtschaft und Infrastruktur
Mit einem Centre de Santé Intégré (CSI) ist ein Gesundheitszentrum im Ort vorhanden. Es gibt eine Schule.